# Phòng trưng bày Labyrinth
Galeria Labirynt được thành lập năm 1956 với tên gọi Cục triển lãm nghệ thuật (tiếng Ba Lan: Biuro Wystaw Artystycznych hoặc tiếng Ba Lan: BWA) ở Lublin, Ba Lan. Nó trình bày một loạt các tác phẩm nghệ thuật bao thông qua các hình thức sắp đặt, nghệ thuật video, nghệ thuật trình diễn, đa phương tiện, nhiếp ảnh, phim, nghệ thuật, xây dựng, hội họa và vẽ.

## Lịch sử
Galeria Labirynt được thành lập năm 1956 với tên gọi BWA. Năm 1981, Andrzej Mroczek trở thành giám đốc của BWA. Trong phòng trưng bày, ông tiếp tục theo đuổi chương trình đầu tiên mà ông đã lãnh đạo từ năm 1974. Galeria Labirynt quảng bá hình ảnh nghệ thuật đương đại, tập trung vào thí nghiệm chính thức.
BWA đã được công nhận trên toàn quốc và trên toàn thế giới như là một nơi gặp gỡ của các nghệ sĩ. Sau khi giới thiệu thiết quân luật ở Ba Lan, BWA là một trong số ít các tổ chức chính phủ không bị tẩy chay. Đây là bằng chứng về sự tin tưởng mà các nghệ sĩ nghệ thuật độc lập Ba Lan dành cho ngài giám đốc, Andrzej Mroczek.
Năm 2010 Waldemar Tatarczuk trở thành giám đốc mới của BWA. Tương tự như Andrzej Mroczek, ông đã thêm ý tưởng của mình về Trung tâm biểu diễn nghệ thuật, do ông điều hành trong những năm 1999 - 2010, vào chương trình của phòng trưng bày. Tatarczuk đã đổi tên phòng trưng bày từ BWA thành Galeria Labirynt. Tên trong tiếng Anh có nghĩa là Phòng trưng bày Labirynth.
Kể từ năm 2012, Galeria Labirynt chủ yếu đi theo con đường được thành lập bởi Andrzej Mroczek - trình bày các tác phẩm nghệ thuật đương đại và các tác phẩm của các nghệ sĩ liên kết với chương trình của ông, xem xét sâu các tác phẩm nghệ thuật ngày nay và tìm kiếm các giá trị phổ quát trong nghệ thuật.

## Nghệ sĩ
Nghệ sĩ người Ba Lan mà các tác phẩm của họ đã được trình bày tại Gallery Labyrinth bao gồm: Cezary Bodzianowski, Janusz Baldyga, Miroslaw Balka, Basia Banda, George Beres, Hubert Czerepok, Maurice Gomulicki, Gruppa, Marek Kijewski, Vòng Klipsa, Marek Konieczny, Zofia Kulik, Przemyslaw Kwiek, Elzbieta Jablonska, Zbigniew Libera, Natalia LL, Maria Pinińska-Beres, Zygmunt Piotrowski, Joseph Robakowski, Jan Swidzinski, Iza Tarasewicz, Zbigniew Warpechowski, và Krzysz.
Các nghệ sĩ không phải người Ba Lan có tác phẩm được trình bày trong Phòng trưng bày Labyrinth bao gồm: Stuart Brisley, Michael Snow, Dick Higgins, Joseph Beuys và Christo.